# Адміністративний устрій Сосницького району
Адміністративний устрій Сосницького району — адміністративно-територіальний поділ Сосницького району Чернігівської області 1 селищну громаду та 12 сільських рад, які об'єднують 43 населені пункти та підпорядковані Сосницькій районній раді. Адміністративний центр — смт Сосниця.

## Список громадСосницького району
- Сосницька селищна громада

## Список радСосницького району
| №  | Назва                         | Центр           | Населені пункти                                                          | Площа км² | Місце за площею | Населення (2001), чол. | Місце за населенням | Розташування |
| -- | ----------------------------- | --------------- | ------------------------------------------------------------------------ | --------- | --------------- | ---------------------- | ------------------- | ------------ |
| 1  | Авдіївська сільська рада      | с. Авдіївка     | с. Авдіївка                                                              | 77,74     | 1               | 2012                   | 2                   |              |
| 2  | Бутівська сільська рада       | с. Бутівка      | с. Бутівка с. Бондарівка с-ще Мала Бондарівка с. Польове с. Старобутівка | 57,812    | 6               | 919                    | 9                   |              |
| 3  | Великоустівська сільська рада | c. Велике Устя  | c. Велике Устя с. Долинське                                              | 29,19     | 19              | 774                    | 15                  |              |
| 4  | Вільшанська сільська рада     | c. Вільшане     | c. Вільшане с. Гай                                                       | 53,1      | 8               | 823                    | 14                  |              |
| 5  | Змітнівська сільська рада     | c. Змітнів      | c. Змітнів с. Купчичі с. Прогони                                         | 60,32     | 3               | 1022                   | 6                   |              |
| 6  | Козляницька сільська рада     | c. Козляничі    | c. Козляничі с. Рудня                                                    | 31,733    | 16              | 630                    | 18                  |              |
| 7  | Конятинська сільська рада     | c. Конятин      | c. Конятин                                                               | 34,84     | 14              | 825                    | 12                  |              |
| 8  | Кудрівська сільська рада      | c. Кудрівка     | c. Кудрівка с. Ляшківці                                                  | 66,62     | 2               | 1059                   | 3                   |              |
| 9  | Лавська сільська рада         | c. Лави         | c. Лави с. Лозова                                                        | 49,38     | 10              | 645                    | 17                  |              |
| 10 | Спаська сільська рада         | c. Спаське      | c. Спаське с. Гутище с. Філонівка с. Якличі                              | 45,33     | 12              | 846                    | 11                  |              |
| 11 | Хлоп'яницька сільська рада    | c. Хлоп'яники   | c. Хлоп'яники с. Свірок с. Соснівка                                      | 59,6      | 4               | 886                    | 10                  |              |
| 12 | Шаболтасівська сільська рада  | c. Шаболтасівка | c. Шаболтасівка                                                          | 31,89     | 15              | 977                    | 8                   |              |

* Примітки: м. — місто, с-ще — селище, смт — селище міського типу, с. — село